# Prisca (profetessa)
Prisca (in greco: Πρίσκα; Frigia, II secolo – III secolo) spesso scritto nella forma diminutiva Priscilla (in greco : Πρίσκιλλα), è stata una fondatrice e profetessa del movimento religioso oggi noto come Montanismo.
È vissuta e ha predicato nelle città frigie di Pepuza e Tymion durante il II secolo d.C.  Insieme ai profeti Montano e Massimilla, sua sorella, propagò una forma di cristianesimo secondo la quale lo Spirito Santo penetrava nel corpo umano e parlava attraverso di esso.
La profetessa Priscilla (o Prisca) iniziò a predicare insieme a Montano e a sua sorella Massimilla nel 156 (o 157). Massimilla e Priscilla fornirono il contenuto profetico principale e alcuni degli oracoli del movimento.
Tutte le informazioni storiche riguardanti la vita di Priscilla, così come quelle sul Montanismo, il movimento a cui è indissolubilmente legata, provengono da fonti estremamente ostili scritte più di un secolo dopo la sua morte. Gli scrittori della corrente che Celso definisce la "Grande Chiesa" condannano il montanismo come eresia, e le sue leader femminili sono definite delle seduttrici. Sola eccezione sono gli scritti di Tertulliano.
Secondo la testimonianza di Tertulliano, fu lei ad affermare che la purezza (purificantia) conduce all'armonia e alle visioni estatiche, ma gli avversari religiosi misero in giro la voce che Priscilla fosse stata precedentemente sposata e che abbia abbandonato il marito unendosi al gruppo religiosi. Tale affermazione fu riportata da Eusebio di Cesarea, nella sua Storia ecclesiastica, circa 150 anni più tardi: «Facciamo notare che proprio queste profetesse, dal momento che furono ripiene dello spirito, abbandonarono i loro mariti. Come dunque essi non hanno mentito, chiamando vergine Priscilla?». Gli adepti del montanesimo le attribuivano il titolo di "vergine", se non letteralmente, sottolineava una volontà di abbracciare la castità, oltre che un rispetto per la sua figura di guida.
Sebbene i polemisti del IV secolo descrivessero Montano come il leader della movimento, gli studiosi moderni discutono sulla misura in cui i tre profeti condividessero il potere. Nel Panarion, Epifanio di Salamina suddivide i seguaci della "Nuova Profezia" in numerosi piccoli gruppi, inclusi i Priscillianisti. Epifanio definisce i Priscillianisti come aventi un rispetto speciale per Priscilla come leader spirituale, ma tratta questo gruppo e l'intero montanismo come appellativi intercambiabili. Non è certo se Priscilla assunse la guida della comunità assieme alla profetessa Quintilla, dopo la morte di Montano e Massimilla.
Fu sempre dietro ispirazione di Priscilla che i montanisti decisero che Pepuza era la seconda Gerusalemme in terra: un giorno si addormentò in questa città e sognò che Cristo, sotto forma di donna, si fosse accostato per dormire vicino a lei, infondendole saggezza e rivelandole la santità del luogo. La visione è probabilmente attribuibile a Quintilla, anche perché gli oracoli di Priscilla scompaiono relativamente presto dai resoconti e Quintilla assunse un ruolo prominente nel III secolo, e i Quintilliani continuarono per lungo tempo a ricordare l'apparizione di Cristo alla fondatrice eponima del gruppo. Il ruolo di primo piano delle donne nel montanismo fu uno dei punti di attrito con il cristianesimo ortodosso.
La data della morte di Priscilla è ignota; probabilmente in data anteriore rispetto a quella di Massimilla, avvenuta nel 179 o 180,  poiché quest'ultima aveva affermato che dopo di lei non ci sarebbero più stati profeti.